# 克利夫蘭鎮區 (內布拉斯加州諾克斯縣)
克利夫蘭鎮區（英語：Cleveland Township）是位於美國內布拉斯加州諾克斯縣的一個行政鎮區。

## 地方資料
克利夫蘭鎮區的面積為93.21平方千米，當中陸地面積為93.15平方千米，而水域面積為0.06平方千米。根據2020年美國人口普查的數據，當地共有人口116人，而人口密度為每平方千米1.24人。